# Николсон, Эмма
Баронесса Эмма Николсон Винтерборнская — британский политик, пожизненный пэр Великобритании с 1997 года. Избрана членом Парламента Великобритании от Консервативной партии в 1987 году. С 1999 по 2009 год являлась членом Европарламента.

## Биография
С 1962 по 1974 год являлась программистом и системным аналитиком. С 1974 по 1985 год возглавляла фонд «Спасите детей» (Великобритания).
С 1983 по 1987 гг. — вице-председатель Консервативной партии.
Баллотировалась на выборах в Парламент Великобритании в 1979 году от избирательного округа Блит. Член Парламента от избирательного округа Уэст-Девон и Торридж (1987-1997). В декабре 1995 года присоединилась к либерал-демократам.
Работала личным парламентским секретарем министра внутренних дел, в Министерстве сельского хозяйства, рыболовства и продовольствия и казначействе.
Николсон боролась за освобождение Катизы Чебехулу, «пропавшей свидетельницы» по делу о смерти Стомпи Сэйпея. Гражданин Южной Африки был частью так называемого футбольного клуба Mandela United, телохранителей Винни Манделы.
Она часто выступала против проблем ЛГБТ и голосовала против однополых браков, ввиду того, что это ухудшает «статус женщин и девочек».

## Европарламент
В Европарламенте Эмма Николсон вошла в состав Комитета по иностранным делам. С 2004 по 2007 год занимала пост вице-президента комитета.
Являлась главой Комитета по правам женщин Парламентской Ассамблеи европейского средиземноморья.
Член делегаций по отношениям с Ираном, странами Машрик.
Являлась противником международного усыновления.
Являлась докладчиком по Ираку и Румынии.
Служила в качестве главного наблюдателя в миссии по наблюдению за выборами Европейского союза в Йемене в 2006 году, а также в качестве члена миссий Европейского союза по наблюдению за выборами в Палестине (2005), Азербайджане (2005), Ливане (2005 и 2009), Афганистане (2005), Армении (2007) и Пакистане (2008).

## Палата лордов
В 2009 году возобновила деятельность в Палате лордов. В феврале 2010 года создала парламентскую группу по экономическому развитию Ирака и близлежащих регионов в Парламенте Великобритании.
Член парламентской группы по противодействию торговле людьми.
Член парламентской группы по иностранным делам.
Поднимает в парламенте вопросы экономического развития и здравоохранения Среднего Востока и Восточной Европы.

## Иная деятельность
Является исполнительным директором фонда «AMAR», занимающегося восстановлением жизни в затронутых войной регионах.
Член совета Американской ассоциации юристов по Среднему Востоку и странами Африки.
Почётный вице-президент Букеровской премии.